# Барило-Крепинское сельское поселение
Барило-Крепинское сельское поселение — муниципальное образование в Родионово-Несветайском районе Ростовской области.
Административный центр сельского поселения — слобода Барило-Крепинская. Площадь территории — 439,3 км².

## Административное устройство
В состав Барило-Крепинского сельского поселения входят:
- слобода Барило-Крепинская;
- слобода Аграфеновка;
- слобода Алексеево-Тузловка;
- хутор Атамано-Власовка;
- хутор Балабино-Русский;
- хутор Бунако-Соколовец;
- хутор Золотаревка;
- хутор Ивановка;
- хутор Маяки;
- хутор Мезенцев;
- хутор Нагорно-Тузловка;
- хутор Новопрохоровка;
- село Плато-Ивановка;
- хутор Тимский;
- хутор Филинский.

## Население
| 2010  | 2012  | 2013  | 2014  | 2015  | 2016  | 2017  |
| ----- | ----- | ----- | ----- | ----- | ----- | ----- |
| 5282  | ↘5145 | ↘5038 | ↘4956 | ↗4961 | ↘4892 | ↘4829 |
| 2018  | 2019  | 2020  | 2021  |       |       |       |
| ↘4723 | ↘4663 | ↘4592 | ↘4568 |       |       |       |